# Liège-Bastogne-Liège 2018
Liège-Bastogne-Liège 2018 była 104. edycją wyścigu, który rozegrana została na dystansie 258,5 kilometrów. Wyścig rozpoczął się w Liège a zakończył w Ans. Wyścig zaliczany był do cyklu UCI World Tour 2017.

## Uczestnicy
Na starcie wyścigu stanęło 25 ekip. Wśród nich znajdowało się wszystkie osiemnaście ekip UCI World Tour 2018 oraz siedem innych zaproszonych przez organizatorów.
| Numery  | Kod | Drużyna                   |
| ------- | --- | ------------------------- |
| 1-7     | MOV | Movistar Team             |
| 11-17   | UAE | UAE Team Emirates         |
| 21-27   | SKY | Team Sky                  |
| 31-37   | SUN | Team Sunweb               |
| 41-47   | TBM | Bahrain-Merida            |
| 51-57   | QST | Quick-Step Floors         |
| 61-67   | ALM | Ag2r-La Mondiale          |
| 71-77   | MTS | Mitchelton-Scott          |
| 81-87   | EFD | EF Education First–Drapac |
| 91-97   | BOH | Bora-Hansgrohe            |
| 101-107 | BMC | BMC Racing Team           |
| 111-117 | AST | Astana Pro Team           |
| 121-127 | TFS | Trek-Segafredo            |

| Numery  | Kod | Drużyna                      |
| ------- | --- | ---------------------------- |
| 131-137 | GFC | Groupama–FDJ                 |
| 141-147 | COF | Cofidis                      |
| 151-157 | LTS | Lotto Soudal                 |
| 161-167 | DDD | Dimension Data               |
| 171-177 | ABS | Aqua Blue Sport              |
| 181-187 | FVC | Fortuneo–Samsic              |
| 191-197 | TLJ | Team LottoNL-Jumbo           |
| 201-207 | KAT | Team Katusha-Alpecin         |
| 211-217 | WGG | Wanty-Groupe Gobert          |
| 221-227 | DEN | Direct Énergie               |
| 231-237 | SVB | Sport Vlaanderen–Baloise     |
| 241-247 | WVA | WB Aqua Protect Veranclassic |

## Klasyfikacja generalna
| M-ce | Imię i nazwisko    | Kraj       | Drużyna                   | Czas       |
| ---- | ------------------ | ---------- | ------------------------- | ---------- |
| 1.   | Bob Jungels        | Luksemburg | Quick-Step Floors         | 6h 24' 44" |
| 2.   | Michael Woods      | Kanada     | EF Education First–Drapac | + 37"      |
| 3.   | Romain Bardet      | Francja    | Ag2r-La Mondiale          | + 37"      |
| 4.   | Julian Alaphilippe | Francja    | Quick-Step Floors         | + 39"      |
| 5.   | Domenico Pozzovivo | Włochy     | Bahrain-Merida            | + 39"      |
| 6.   | Enrico Gasparotto  | Włochy     | Bahrain-Merida            | + 39"      |
| 7.   | Davide Formolo     | Włochy     | Bora-Hansgrohe            | + 39"      |
| 8.   | Roman Kreuziger    | Czechy     | Mitchelton-Scott          | + 39"      |
| 9.   | Sergio Henao       | Kolumbia   | Team Sky                  | + 39"      |
| 10.  | Jakob Fuglsang     | Dania      | Astana Pro Team           | + 39"      |
|      |                    |            |                           |            |
| 29.  | Michał Kwiatkowski | Polska     | Team Sky                  | + 3' 07"   |
| 57.  | Rafał Majka        | Polska     | Bora-Hansgrohe            | + 3' 42"   |
| 72.  | Tomasz Marczyński  | Polska     | Lotto Soudal              | + 10' 11"  |
| DNF  | Łukasz Wiśniowski  | Polska     | Team Sky                  | -          |